# Siège d'Ille-sur-Têt
Guerre des Faucheurs
Batailles

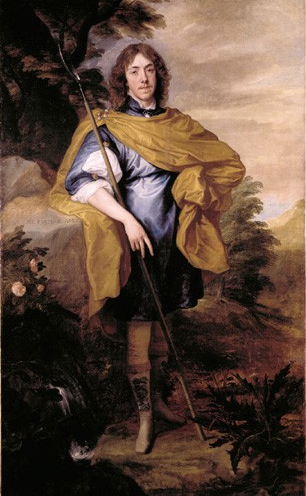
Anthony Van Dyck Lord George Stuart Seigneur D'Aubigny

Le siège d'Ille-sur-Têt est un des épisodes de la guerre des Faucheurs qui s'est déroulé du 23 au 29 septembre 1640.

## Contexte
Le gouverneur général du Roussillon, Juan de Garay Otañez, qui était au courant des contacts que les Catalans entretenaient avec les Français, va essayer de les stopper en décidant le 23 août de faire arrêter Aleix de Senmenat, Gabriel de Llupià, le chanoine Ros d'Elne, le docteur Subirà i Jacint Ams. 
Après la signature du pacte de Céret le 7 septembre 1640, il a essayé de couper les communications entre les alliés en occupant Ille et Millas, et d'arrêter les représentants français.

## Déroulement
5 000 soldats espagnols dirigés par Juan de Garay Otañez, avec de la cavalerie et quatre pièces d'artillerie provenant de Perpignan, ont attaqué la cité du 23 au 29 septembre 1640. Ils ont été repoussés par les 600 Français de Georges Stuart, seigneur d'Aubigny avec l'aide des villageois, parmi lesquels se trouvait Manuel d'Aux Borrellas. Les assiégés attendaient l'arrivée des renforts de Roger de Bossost, seigneur d'Espenan et de Frédéric-Armand de Schomberg. 
La menace des troupes françaises, formées par les régiments d'Espenan, Roquelaure, Sérignan, les compagnies de cavalerie légère de Schomberg, Espenan et Fontrailles et 120 gentilshommes, ainsi que la résistance de la population qui a réussi à blesser en deux endroits le chef des forces d'Espagne, Juan de Garay, et a provoqué jusqu'à 500 pertes, ont conduit à l'abandon du siège par les espagnols.